# 新广场站

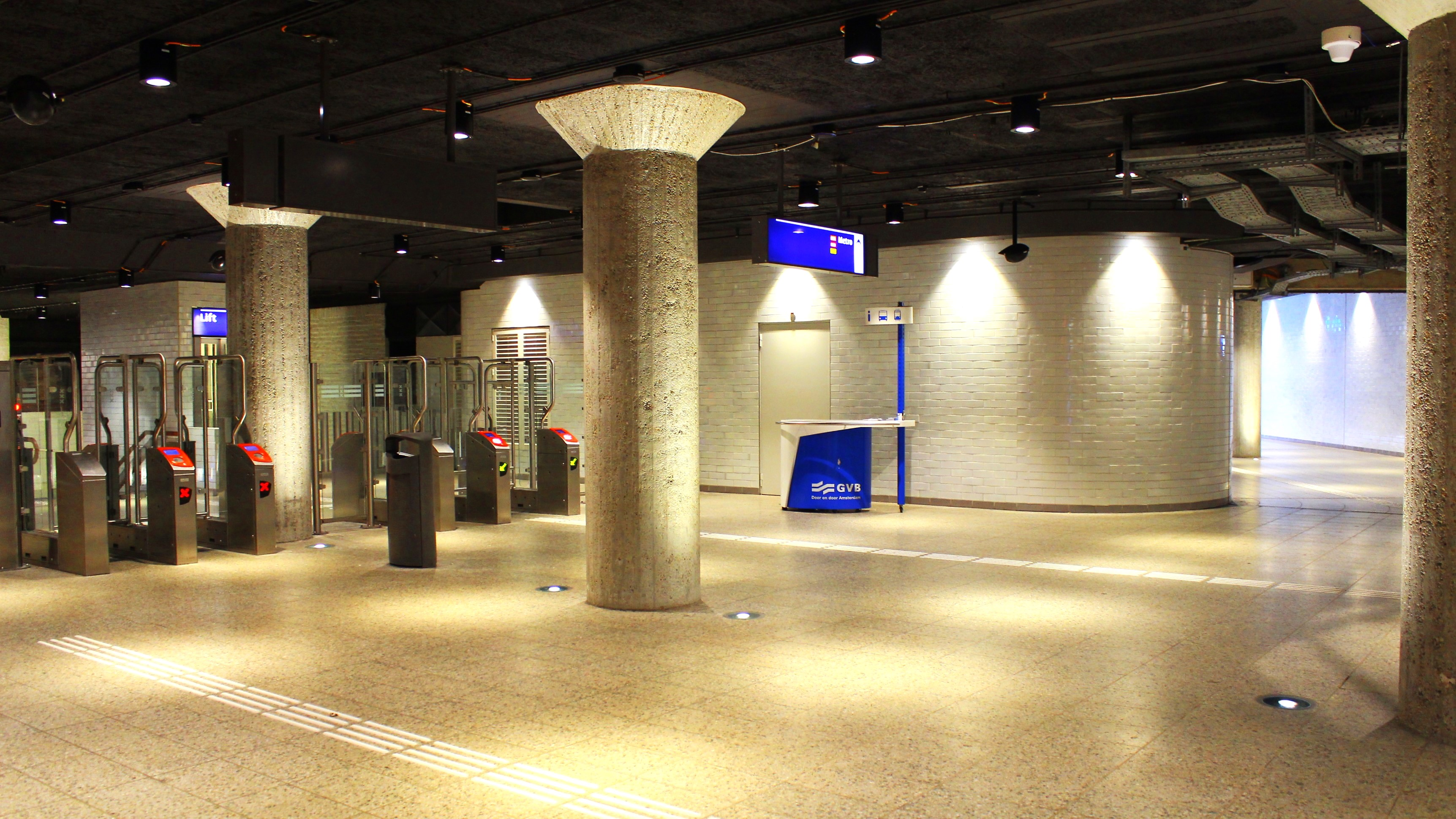
入口

新广场站（荷蘭語：Nieuwmarkt）是阿姆斯特丹地铁51号线、53号线和54号线的一个车站，位于阿姆斯特丹唐人街。

## 历史
於1980年10月11日启用。车站以车站附近的新广场命名。